# Chapelle Saint-Médard de la Perroche
La chapelle Saint-Médard de la Perroche est une chapelle située à Dolus-d'Oléron, dans le département français de la Charente-Maritime en région Nouvelle-Aquitaine.

## Historique
Vers la fin du XIe siècle et le début du XIIe siècle, un prieuré est fondé sous le vocable de Saint Médard par les chanoines réguliers de saint Augustin de l'abbaye Notre-Dame de Chancelade et relevant de l'abbaye de Sablonceaux.
La chapelle est inscrite au titre des monuments historiques par arrêté du 29 avril 1988.

## Galerie

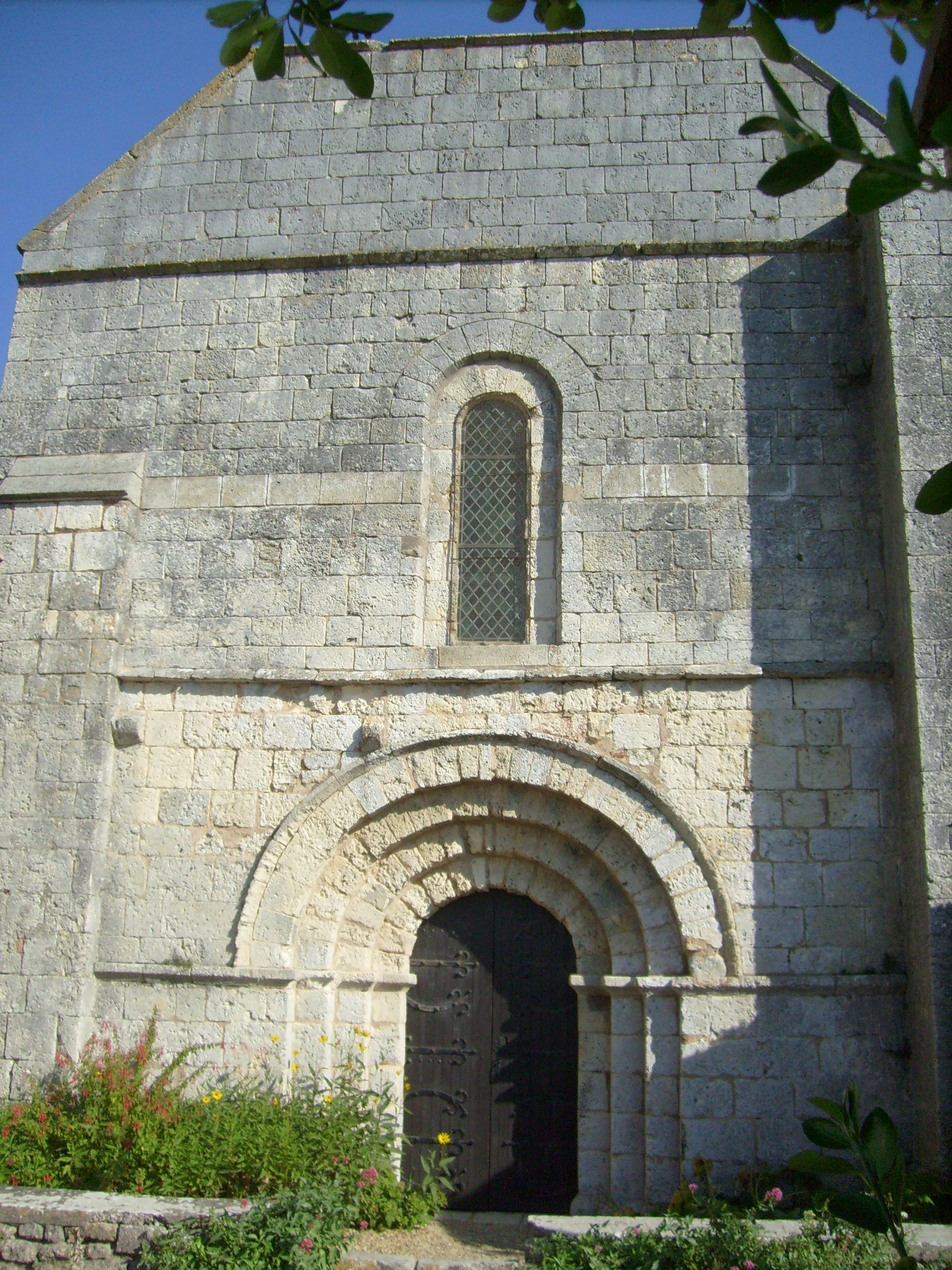
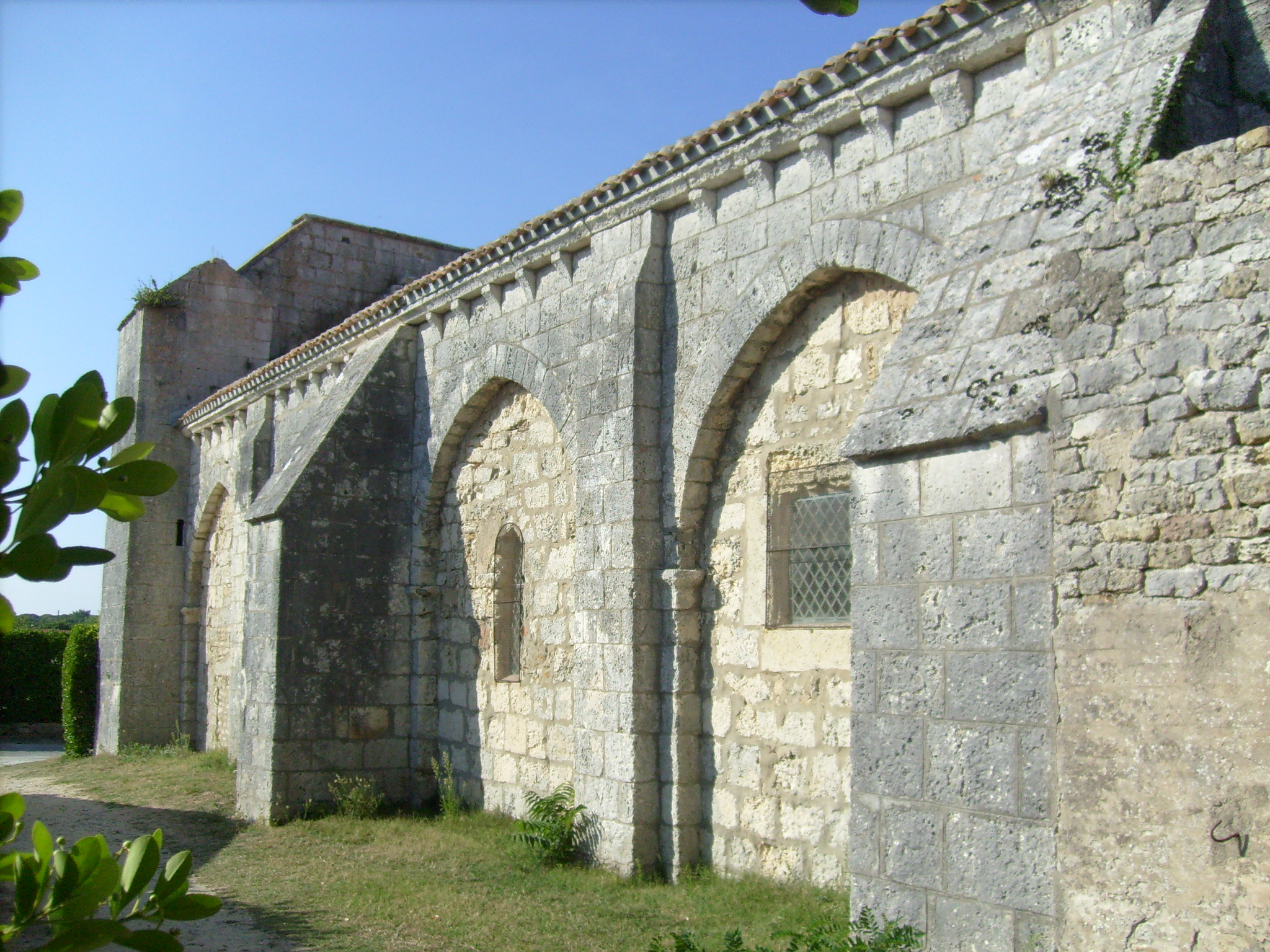
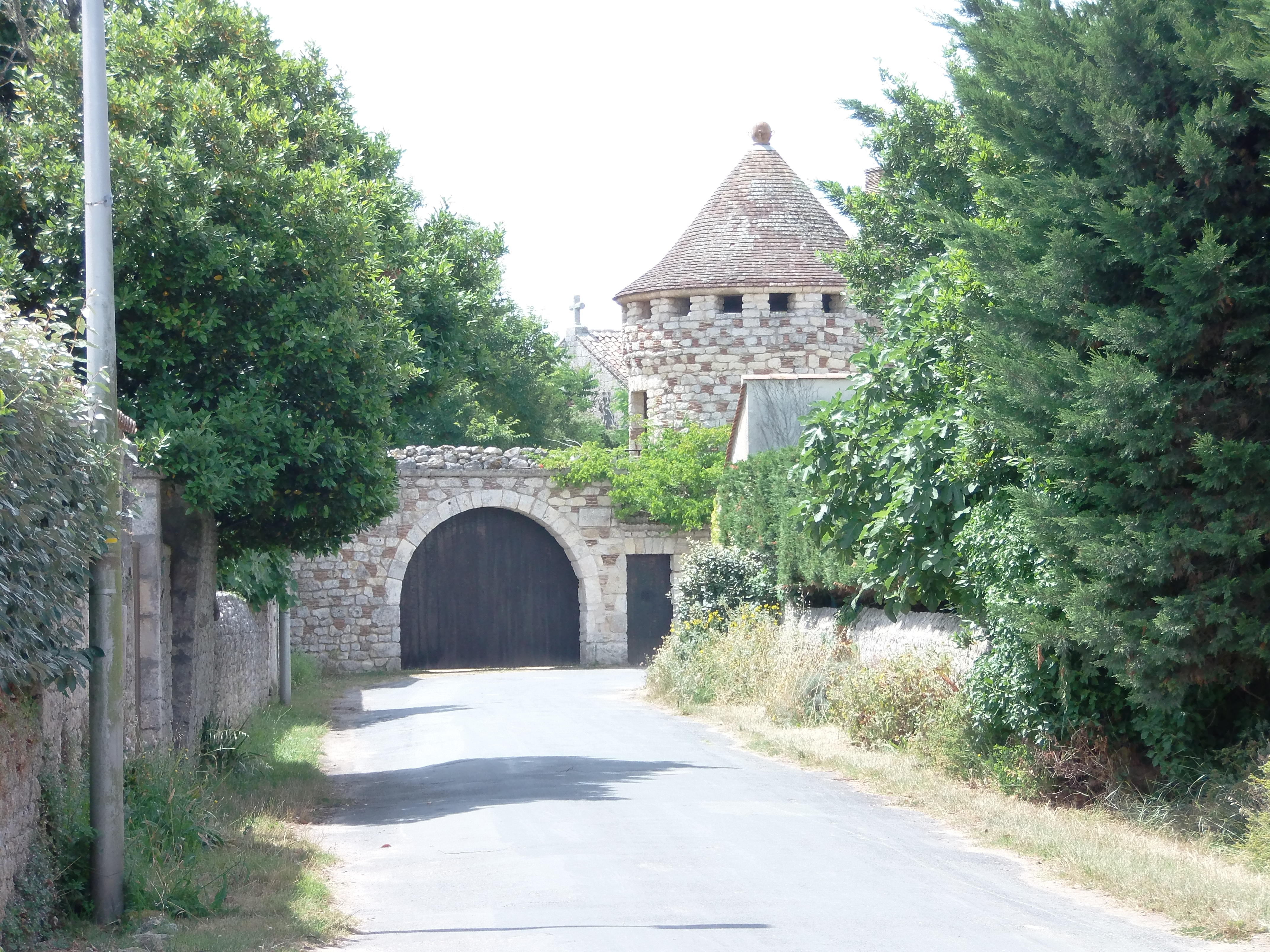